# Antonio de Montesinos
Antonio Montesinos (1475 – 27 giugno 1540) è stato un missionario e religioso spagnolo.

## Biografia
Conosciuto anche come Antonio de Montesinos, fu un frate dell'Ordine domenicano inviato sull'isola di Hispaniola (ora Repubblica Dominicana e Haiti). Con il sostegno di frate Pedro de Córdoba e della sua comunità domenicana a Santo Domingo, Montesinos è stato il primo europeo a denunciare pubblicamente l'asservimento e il duro trattamento delle popolazioni indigene dell'isola. Nella predica domenicale del 21 dicembre 1511 egli denunciò i delitti dei conquistadores dichiarando che essi erano e rimanevano tutti in peccato mortale per la crudeltà e la tirannia esercitata contro gli indigeni. Secondo il confratello Bartolomé de las Casas, che era presente, Montesinos chiese ai partecipanti:
«Ditemi per quale diritto voi tenete questi indiani in una schiavitù così crudele e orribile? Con quale autorità avete condotto guerre così riprovevoli contro questi popoli che vivevano tranquilli e in pace sulle loro terre? Guerre nelle quali avete eliminato un numero infinito di loro con omicidi e stragi inaudite. Perché li tenete così oppressi e senza forze, senza dargli abbastanza da mangiare o curarli per le malattie in cui incorrono per il troppo lavoro a cui li sottoponete ed essi muoiono o meglio voi li uccidete allo scopo di estrarre e procurarvi oro ogni giorno».
La sua censura ha avviato una lotta duratura per riformare la condotta spagnola nei confronti di tutti gli indigeni del Nuovo Mondo. Le critiche esplicite di Montesinos hanno influenzato Bartolomé de las Casas a capo del trattamento umano del movimento degli indiani.